# Denierota
Denierota is een geslacht van kevers uit de familie oliekevers (Meloidae).
Het geslacht is voor het eerst wetenschappelijk beschreven in 1959 door Kaszab.

## Soorten
Het geslacht omvat de volgende soorten:
- Denierota kraatzi (Haag-Rutenberg, 1880)
- Denierota sanguineoguttata (Haag-Rutenberg, 1880)